# 卡洛·波拿巴
卡洛·马里亚·迪·博歐拿巴（義大利語：Carlo Maria di Buonaparte），法語為夏爾·馬里·波拿巴（法語：Charles Marie Bonaparte，1746年3月29日—1785年2月24日）是拿破仑一世的父亲。
他出生在科西嘉阿雅克肖，他的父亲朱塞佩·马里亚·波拿巴 (1713年5月31日－1763年12月13日)和母亲玛利亚-萨维里娅·帕拉维西尼（Maria-Saveria Paravicini，1717年－1746/50年）。他的父亲在1749年曾代表阿雅克肖在柯特委员会。他是拿破仑一世皇帝的父亲和拿破仑三世皇帝的祖父。
他的祖父母是塞巴斯蒂亞諾·尼古拉·波拿巴（Sebastiano Nicolo Buonaparte，1683年9月29日－1760年11月24日）和玛利亚-安娜·图索利·迪·博科格纳诺（Maria-Anna Tusoli di Bocognano，1690年－1760年）。

## 家庭
据说他爱上了一个福乔利家庭的女孩，他的叔叔卢西亚诺·布纳帕尔特（Archdeacon Luciano Buonaparte，1718年1月8日－1791年10月16日）说服他娶玛丽亚·莱蒂西亚·拉莫利诺为妻。
1764年6月2日他和莱蒂西亚结婚，有13个孩子（但是只有8个活至成年）:
1. 拿破仑·波拿巴（Napoleone Buonaparte，1764年/1765年－1765年）
2. 玛利亚·安娜·波拿巴（Maria Anna Buonaparte，1767年－1768年）
3. 何塞一世（1768年1月7日－1844年7月28日）
4. 拿破仑一世（1769年8月15日－1821年5月5日），以其早死哥哥的名字命名
5. 玛利亚·安娜·波拿巴（Maria Anna Buonaparte，1770年）
6. 玛利亚·安娜·波拿巴（Maria Anna Buonaparte，1771年）
7. 一个儿子胎死腹中
8. 吕西安一世（1775年5月21日－1840年6月29日）
9. 埃莉萨·波拿巴（1777年1月13日－1820年8月7日）
10. 路德维克一世（1779年9月2日－1844年7月25日），拿破仑三世的父亲。
11. 保琳·波拿巴（1780年10月20日－1825年6月9日）
12. 卡洛琳·波拿巴（1782年3月24日－1839年5月18日）， 约阿希姆·缪拉的妻子。
13. 热罗姆一世（1784年11月15日－1860年6月24日）

## 简介
1778年路易十六在凡尔赛任命他为科西嘉的代表，他死在蒙彼利埃。他遗下妻子和8名儿女。